# Алфонсо VII (Кастилия)
Алфонсо VII Император (на испански: Alfonso VII el Emperador; * 1 март 1105, Калдас-де-Рейе; † 21 август 1157, Ла-Фреснеда) е крал на Галисия от 1111 година, крал на Леон от 1126 година, крал на Кастилия от 1127 година. Той е първият кастилски крал от Бургундската династия.

## Произход
Син е на Урака I, кралица на Кастилия, и Раймунд Бургундски.

## Участие в Реконкистата
От 1139 година Алфонсо VII започва борба с алморавидите в Южна Испания, устройвайки грабителски походи и подстрекавайки съюзните арабски вождове. През В 1139 година завзема крепостта Колменар-де-Ореха, откъдето маврите са можели да заплашват Толедо, през 1142 година Кория, през 1144 година Хаен и Кордова, макар не за дълго.
През 1146 година в Испания нахлуват алмохадите, призовани на помощ от алморавидите. Алфонсо VII сключва против тях съюз с Рамон Беренгер IV, към това време вече регент на Арагон от името на жена си, с краля на Навара, Гарсия IV, а така и с някои арабски князе, преди всичко родовете Бану, Гания. При помощта на генуезците, пизанците и графа на Барселона, на него му се отдава през 1147 година да завземе Алмерия. Впрочем, през 1157 година алмохадите съумяват да си върнат този град.
Умирайки, Алфонсо VII разделя владенията си между синовете си, оставяйки Леон на Фернандо, а Кастилия – на Санчо, с което нанася вреда на делото за обединение на Испания.

## Брак и деца
Първи брак: ноември 1128 година за Беренгела Барселонска (ок. 1116 – 15/31 януари 1149), дъщеря на Раймонд Беренгер III, граф Барселона. От този брак се раждат седем деца:
- Санчо III (1134 – 1158), наследник на Алфонсо VII на кралския престол на Кастилия
- Раймонд (1136 – 1151)
- Фернандо II (1137 – 1188), наследник на Алфонсо VII на кралския престол на Леон
- Санча (1137 – 1179) омъжена за Санчо VI, крал на Навара
- Констанс (ок. 1140 – 1160); омъжена за: от 1154 година за Луи VII, крал на Франция
- Гарсия (1142 – 1146)
- Алфонсо (1145 – 1149)

2-ри брак: от 1152 година за Рикса Полска (* ок. 1135; † 16 юни 1185), дъщеря на Владислав II Изгнаник (1105 – 1159), княз на Силезия и Краков, и Агнес фон Бабенберг († 1163), дъщеря на маркграф Леополд III от Австрия. От този брак се раждат две деца:
- Фернандо (1153 – 1155)
- Санча Кастилска (1155 – 1208), омъжена за арагонския крал Алфонсо II Арагонски.

Алфонсо VII има незаконни деца от Гантрода:
- Урака (1126 – 1189), омъжена за Гарсия IV, крал на Навара.
- Естефания (1150 – 1180)